# لويس ألبرتو لاكايه
لويس ألبيرتو لاكايه (بالإسبانية: Luis Alberto Lacalle de Herrera) رئيس سابق لجمهورية أوروغواي.

## روابط خارجية
- لويس ألبيرتو لاكايه على موقع الموسوعة البريطانية (الإنجليزية)
- لويس ألبيرتو لاكايه على موقع مونزينجر (الألمانية)
- لويس ألبيرتو لاكايه على موقع إن إن دي بي (الإنجليزية)